# بيتز هالوران
ماري إليزابيث هالوران , مواليد 1950 , وتبلغ من العمر 71 عاما، وهي أستاذة إحصائية حيوية أمريكية تعمل كأستاذة في الإحصاء الحيوي، وأستاذة علم الأوبئة، وأستاذة مساعدة في الـرياضيات التطبيقية في جامعة واشنطن.

## التعليم والوظيفة
درست هالوران علم الفيزياء، والفلسفة، بجانب الرياضيات لمدة عاميين، كطالبة جامعية في جامعه كيس ويسترن ريزيرف من عام 1968 وحتي عام 1970.
قررت هالوران دراسة الطب، وأكملت درجة البكالريوس في العلوم من جامعة أوريغون في عام 1972, وسافر إلي برلين لمواصلة دراستها في معهد ماكس بلانك لعالم الوراثة الجزئي، والجامعة الحرة في برلين من عام 1973 وحتي عام 1975 .
ودرست الطب في جامعهة ساوثهامبتون في إنجلترا عام 1981 , وأستكملت MD في جامة برلين الحرة عام 1983 .
وكانت تهدف في ذلك الوقت لممارسة الطب في العالم النامي، لذلك واصلت دراستها في أمراض المناطق المدارية في معهد برنارد نوخت للطب الاستوائي في هامبورغ، في عام 1984، ثم حصلت على درجة الماجستير في الصحة العامة من جامعة هارفارد في عام 1985
و في هذا البرنامج، أعادت إحياء اهتمامها بالنمذجة الرياضية، وبقيت في جامعة هارفارد كطالبة دراسات عليا، وحصلت على درجة الدكتوراه،  في علوم السكان من جامعة هارفارد عام 1989
بعد أبحاث ما بعد الدكتوراه في جامعة برينستون وإمبريال كوليدج لندن، انضمت   إلي جامعة إيموري   كاستاذ مساعد في علم الأوبئة والإحصاء الحيوي في عام 1989، وتمت ترقيتها إلى أستاذ كرسي في عام 1998.
وفي إيموري، أدارت مركز لأبحاث الإيدز من عام 2002 وحتي عام،  ومركز التصميم التجريبي والتحليل عالي الإنتاجية من 2004 إلى 2005.
و انتقلت إلى جامعة واشنطن في 2005.
و في عام 2009، أسست المعهد الصيفي للإحصاء والنمذجة في الأمراض المعدية بجامعة واشنطن، واستمرت في العمل بصفتها مديرها

## الجوائز والتكريمات
في عام 1996 تم انتخاب هالوران كزميلة في الجمعية الإحصائية الأمريكية، وفي عام 1997 أصبحت ميلة في الجمعية الإحصائية الملكية، وفي عام 2009 أصبحت ميلة في الجمعية الأمريكية لتقدم العلوم
وفي عامي 2005 و2006 شغلت منصب أستاذ دكتور روس برنتس للإحصاء الحيوي في جامعة واشنطن 